# Vizinha Faladeira
Associação Recreativista Escola de Samba Vizinha Faladeira, fundada a 10 de dezembro de 1932, por David da Silva Neves e Herminia Monteiro, é uma escola de samba da cidade do Rio de Janeiro, que esta sediada no bairro do Santo Cristo na zona portuária.
Uma das mais antigas escolas de samba do Brasil, a Vizinha Faladeira foi a primeira escola de samba a ter uma comissão de frente[carece de fontes?], além de ser a primeira a utilizar enredos internacionais e trouxe também diversas inovações e novidades, que atualmente são utilizadas nos desfiles carnavalescos, como: Introdução do carro alegórico utilizado numa escola de samba; Ala infantil; Utilização de instrumentos de percussão mais leves e sofisticado. A escola também é conhecida por ter ficado com as atividades paralisadas por 50 anos. Em sua história, destacam-se os enredos sobre contos infantis.
Possui seis títulos, sendo campeã da divisão Principal do carnaval em 1937. Conquistou também títulos nas divisões de Acesso, sendo dois do Grupo D em 1990 e 2015, dois do Grupo C em 1992 e 2016, dois do Grupo B em 2004 e 2023 pela LIVRES.
A conquista consecutiva dos dois últimos campeonatos nas divisões de Acesso, coroaram o renascimento da escola considerada uma das mais antigas e tradicionais do Rio de Janeiro.

## História
O nome da escola surgiu como uma espécie de ironia a duas moradoras da Rua da América, a "Velha França" e a "Velha do Beco", conhecidas e afamadas faladeiras das vidas alheias no bairro, inspiraram a criação da Vizinha Faladeira.
Fundada em 1922, A primeira escola de samba desfilou pela primeira vez em 1933 no primeiro desfile oficial. No ano seguinte, com o enredo Malandro Regenerado, a escola trouxe 12 luxuosas limusines, com pessoas bem vestidas, formando a comissão de frente. Gambiarras iluminavam a avenida, num desfile em que, apesar de delirantemente aplaudida, a escola obteve o 6º lugar.
Para o carnaval de 1935, foram contratados os irmãos Garrido, os melhores cenógrafos da época. O enredo escolhido para o desfile foi Samba na Primavera. Naquele ano, segundo alguns estudiosos, a Vizinha teria apresentado o primeiro carro alegórico utilizado numa escola de samba: um caramanchão sobre rodas. A comissão de frente veio montada a cavalo. Mais uma vez o sucesso foi extraordinário, mas a escola ficou novamente apenas em 4º lugar.
Em 1936, quando o público e a imprensa aguardavam mais novidades, a Vizinha apresentou o enredo Ascensão do Samba na Alta Sociedade. Pela primeira vez desfilou uma ala de damas, com sombrinhas. Os integrantes da bateria vieram fantasiados de malandros, com seus instrumentos de barrica francesa. Uma sofisticação, já que as outras escolas traziam instrumentos pesados e de má qualidade de som.[carece de fontes?]. Novamente obteve o 6º lugar.
Uma só bandeira foi o enredo de 1937, uma homenagem às bandeiras nacional e dos estados. Naquele ano, o luxo e o esplendor das sedas fornecidas só foram superados pelas 40 gambiarras que a escola trouxe, iluminando a Praça Onze com as luzes flamejantes dos lampiões de carbureto. Foi um grande contraste com as co-irmãs, iluminadas com velas e lamparinas. Naquele ano, a escola conquistou seu único título da divisão principal.
Em 1939, a Vizinha Faladeira trouxe o maior carnaval da década de 1930. O enredo Branca de Neve e os 7 Anões teve, pela primeira vez no carnaval, uma ala infantil, fantasiada de anões, e apresentou, também pioneiramente, destaques luxuosos, em cima dos carros. A consagração foi total.[carece de fontes?] Quando todos esperavam o bicampeonato, veio a decepção: a escola foi desclassificada por infringir o item do regulamento que proibia temas estrangeiros.
Devido a este fato, a diretoria resolveu paralisar as atividades da agremiação, mas não sem antes preparar a última surpresa: no Carnaval de 1940, a Vizinha desfilou normalmente até divisar o palanque dos julgadores, parando mesmo antes de se apresentar para os mesmos e desfraldando uma faixa com os dizeres: "Devido às marmeladas, adeus Carnaval. Um dia voltaremos", e desfilou por trás do palanque dos julgadores, caracterizando-se assim, o primeiro e mais importante protesto em desfiles de escolas de samba até os dias de hoje.

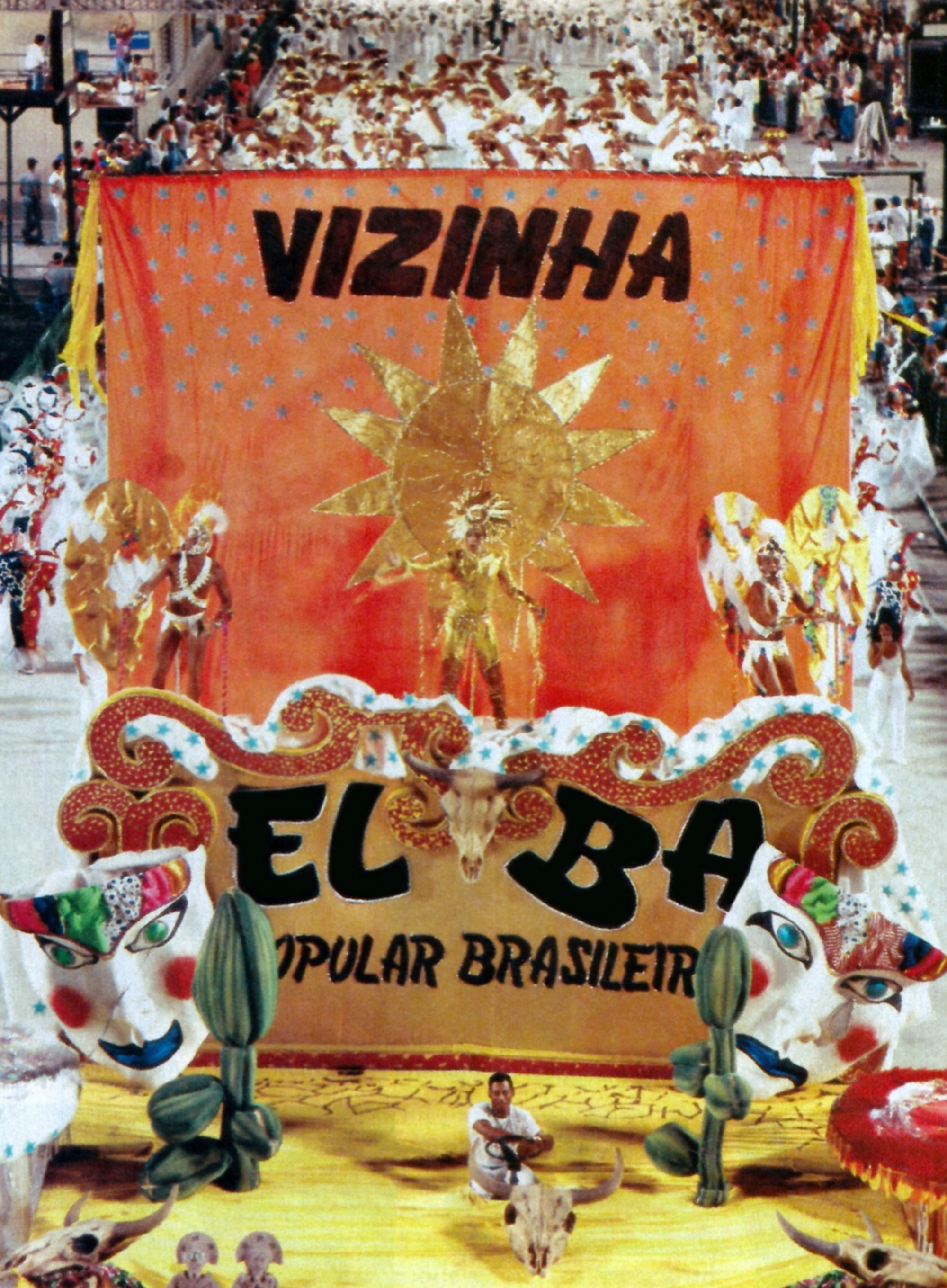
Em 1996, a Vizinha Faladeira homenageou a cantora Elba Ramalho

No dia 6 de janeiro de 1989, quase cinquenta anos após ficar com a bandeira enrolada, foi convocada uma assembleia geral e foi revivida a escola, que desfilou no Grupo de Acesso no ano de 1990. Foi campeã com um enredo sobre Clara Nunes. Esse resgate da escola contou com um grupo de trabalhadores do porto e moradores dos bairros da Saúde, Santo Cristo, Morro do Pinto, Providência, além de pessoas da Zona Sul, que começam a descobrir a escola. Mas os tempos são outros e a escola, apesar de ter conseguido chegar ao segundo grupo na década de 1990 e repetindo esse feito na primeira década dos anos 2000, ainda tem se mantido longe dos principais grupos do carnaval carioca.
Em 2003, a escola resolveu trocar a sua bandeira. O antigo símbolo da vizinha linguaruda foi deixado de lado e surgiu uma sereia em seu lugar. A vizinha linguaruda foi o símbolo da primeira formação da escola, nos anos 1930, e mantida durante alguns anos após a volta da agremiação aos desfiles. Sob o novo símbolo, a escola conquistou mais um título em 2004, conseguindo ascender ao Grupo A, onde permaneceu por dois anos, de 2005 até 2006, quando foi rebaixada para o Grupo B. Em 2008, terminou na penúltima posição no grupo B, tendo que desfilar no Grupo C em 2009.
Em 2010, trouxe como enredo Uma viagem fantástica viagem no mundo do pirlimpimpim, novamente uma temática infantil, cantada num samba de seis autores, totalmente em menor. Terminou na 5º colocação, permanecendo no mesmo grupo para 2011. No ano de 2012, terminou na penúltima posição no grupo D, caindo para o desfile de terça-feira, que seria o do Grupo E. Com a promoção das escolas do Grupo B ocorrida para o ano seguinte, a escola desfilou novamente pelo Grupo D (quinta divisão), que passou a ser o último grupo.

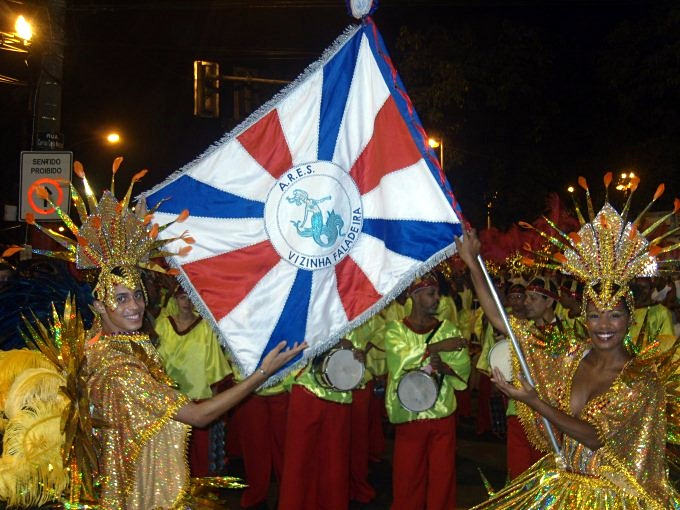
Carnaval de 2009 da Vizinha Faladeira

Nesse ano a agremiação foi muito afetada pelas obras de revitalização da Zona Portuária.
Seu desfile em 2012 foi considerado pela imprensa especializada como de campeã, mas a escola acabou penalizada em obrigatoriedades.[carece de fontes?] Na apuração, acabou rebaixada para bloco de enredo, em um resultado considerado muito controverso pela mídia. A diretoria da Vizinha criticou duramente a diretoria da AESCRJ, recém-eleita, à qual a escola fazia oposição, uma vez que a Unidos do Anil teria usado um carro alegórico da Unidos de Villa Rica, que desfilou dois dias antes, e a Matriz de São João de Meriti havia recebido notas no quesito alegoria sem apresentá-lo (seu único carro quebrou no início do desfile). Seu presidente, Quinzinho, definiu o episódio como "uma punhalada".
Após protestos e uma ação judicial, a Vizinha e outras duas escolas rebaixadas conseguiram uma liminar para serem incluídas na ordem de desfile do Grupo D para o Carnaval de 2014. mas após conversas, desistiu da ideia de desfilar nesse ano, estando como escola convidada, em 2015.
Acabou sendo campeã do Grupo D em 2015, conquistando o acesso para o C, onde foi vencedora no ano seguinte, chegando assim à Série B em 2017. Em 2018, a Vizinha fez uma homenagem ao carnavalesco Paulo Barros, que começou sua carreira na escola. Após o Carnaval de 2019, foi uma das escolas fundadoras da LIVRES, liga alternativa do Carnaval da Intendente Magalhães.

## Segmentos

### Presidentes
| Nome                        | Mandato           | Ref.          |
| --------------------------- | ----------------- | ------------- |
| Jorge Alexandre "Quinzinho" | 2012-Junho 2014   | [ 19 ]        |
| David dos Santos            | Junho 2014 – 2025 | [ 20 ] [ 21 ] |

### Presidente de Honra
| Nome            | Mandato         | Ref.   |
| --------------- | --------------- | ------ |
| Marcus Vinícius | Junho 2014-2020 | [ 22 ] |

### Diretores
| Ano  | Diretor de Carnaval              | Diretor geral de harmonia                  | Mestre de bateria     | Ref.   |
| ---- | -------------------------------- | ------------------------------------------ | --------------------- | ------ |
| 2013 | Macaco Branco e Marquinho Passos | Marquinhos Pery e Filipe Nunes             | Jorginho              | [ 23 ] |
| 2015 | Capoeira, Everaldo e Gláucia     | Daniel Katar, Everaldo Cassimiro e Gláucia | Marcão Mattos         | [ 24 ] |
| 2016 | Capoeira, Everaldo e Gláucia     | Fernando Araujo "Nando"                    | China                 | [ 24 ] |
| 2019 | Everaldo Casimiro                | Fabiano Silveira e Allan Guimarães         | Jorge José "Jorginho" |        |
| 2020 | Allan Guimarães                  | Fernando Araújo                            | Jorge José "Jorginho" | [ 21 ] |
| 2022 | Everaldo Casimiro                |                                            | Renatinho do Batuque  |        |

### Intérpretes
| Nome                       | Período       | Ref          |
| -------------------------- | ------------- | ------------ |
| Carlinhos Emoção           | 1993–2002     | [ 2 ] [ 25 ] |
| Marcelinho                 | 2003–2008     | [ 26 ]       |
| Igor Sorriso               | 2009          | [ 27 ]       |
| Lico Monteiro              | 2010          | [ 2 ] [ 28 ] |
| Beiço e Miguelzinho        | 2011          | [ 2 ] [ 29 ] |
| Fábio Ribeiro              | 2012–2013     | [ 2 ] [ 30 ] |
| Marcelinho                 | 2015–2017     | [ 26 ]       |
| Marcelinho e Anderson Bala | 2018          |              |
| Tuninho Jr                 | 2019–2020     | [ 21 ]       |
| Leandro Santos             | 2022          |              |
| Enzo Belmonte              | 2023–2024     |              |
| Marcelinho e Enzo Belmonte | 2025-presente |              |

### Coreógrafos
| Ano   | Nome             | Ref.   |
| ----- | ---------------- | ------ |
| 2013  | Milton Filho     |        |
| 2015- | Adilson Lourenço | [ 31 ] |

### Casal de Mestre-sala e Porta-bandeira
| Período         | Casal                            | Ref.   |
| --------------- | -------------------------------- | ------ |
| 2012-2013       | Paulo Roberto e Patrícia         |        |
| 2015-2019       | Jorge Vinicius e Laís Lúcia      | [ 32 ] |
| 2020-atualidade | Jorge Vinicius e Letícia Pereira | [ 21 ] |

### Rainhas de Bateria
| Ano           | Rainha             | Ref.          |
| ------------- | ------------------ | ------------- |
| 2013–2017     | Lú Fogaça          | [ 33 ]        |
| 2018          | Veronice de Abreu  |               |
| 2019          | Ana Clara Barcelos | [ 34 ]        |
| 2020-2023     | Carolynna Assis    | [ 21 ]        |
| 2024-presente | Kamilla Carvalho   | [ 35 ] [ 36 ] |

## Carnavais
| Ano | Colocação | Divisão | Enredo | Carnavalesco | Ref.                |
| --- | --- | --- | --- | --- | ------------------- |
| 1933 | Não foi julgada | Desfile oficial | "Os garimpeiros" | Irmãos Garrido | [ 2 ] [ 25 ]        |
| 1934 | 4.º Lugar | Jornal A Hora | "Malandro regenerado" | Irmãos Garrido | [ 2 ] [ 25 ]        |
| 1935 | 4.º Lugar | Desfile Oficial | "Samba na primavera" | Irmãos Garrido | [ 2 ] [ 5 ] [ 25 ]  |
| 1936 | 6.º Lugar | Desfile Oficial | "Ascensão do samba na alta sociedade" | Irmãos Garrido | [ 2 ] [ 25 ]        |
| 1937 | Campeã | Desfile Oficial | "Uma só bandeira" | Irmãos Garrido | [ 2 ] [ 7 ] [ 25 ]  |
| 1938 | Não houve concurso | Não houve concurso | Não houve concurso | Não houve concurso | [ 37 ]              |
| 1939 | Desclassificada | Desfile Oficial | "Branca de Neve e os sete anões" | Irmãos Garrido | [ 2 ] [ 25 ]        |
| 1940 | Não foi julgada | Desfile Oficial | "Carnaval para o povo" | | [ 38 ]              |
| A escola esteve inativa de 1941 a 1989                                                                                | | | | |                     |
| 1990 | Campeã | Desfile de Avaliação (quinta divisão)                                                                                 | "Clara Nunes, o canto de um povo" (Samba-enredo composto por Nenem, Pintado e Paco) | Jorge Nova | [ 2 ] [ 25 ]        |
| 1991 | 4.º lugar | Grupo C (quarta divisão)                                                                                              | "Eu sou o samba" (Samba-enredo composto por Nenem, Pintado e Paco) | Jorge Nova | [ 2 ] [ 39 ]        |
| 1992 | Campeã | Grupo C (quarta divisão)                                                                                              | "Quem é do mar não enjoa" | Jorge Nova | [ 2 ] [ 25 ]        |
| 1993 | 10.º Lugar | Grupo B (terceira divisão)                                                                                            | "Um ser criança" (Samba-enredo composto por Regina, Nogueira, Carlinhos e Luizinho) | Sérgio Murilo | [ 2 ] [ 40 ]        |
| 1994 | Vice-campeã | Grupo B (terceira divisão)                                                                                            | "Sou Rei – Sou Rainha – Na corte da Vizinha" (Samba-enredo composto por Luciano Felisberto) | Paulo Barros e Henrique Celibe                                                                                        | [ 2 ] [ 25 ]        |
| 1995 | 6.º Lugar | Grupo A (segunda divisão)                                                                                             | "O Relicário do samba" (Samba-enredo composto por Carlos Pessoa, Ageu Coisa Boa, Arthur e Ticarlos) | Paulo Barros e Henrique Celibe                                                                                        | [ 2 ] [ 25 ]        |
| 1996 | 4.º Lugar | Grupo A (segunda divisão)                                                                                             | "Elba Popular Brasileira" (Samba-enredo composto por Chapelen, Mingal e BH) | Jorge Nova | [ 2 ] [ 25 ]        |
| 1997 | 10.º Lugar (Rebaixada)                                                                                                | Grupo A (segunda divisão)                                                                                             | "Lan, a cara alegre e colorida do Rio" (Samba-enredo composto por Regina, Ivone Lira, Carlinhos Lauvitor e Luizinho Proença)                                                                           | Sylvio Cunha | [ 2 ] [ 25 ]        |
| 1998 | 7.º Lugar | Grupo B (terceira divisão)                                                                                            | "Cem anos de existência: tome Providência" (Samba-enredo composto por Regina Lira, Ivone Lira e Juruna da Mangueira)                                                                                   | Júlio Mattos | [ 2 ] [ 25 ]        |
| 1999 | 10.º Lugar (Rebaixada)                                                                                                | Grupo B (terceira divisão)                                                                                            | "Sou Vizinha delirando a passarela, é Paulínia na Sapucaí" | Guina Nascimento e Carlos Mazzarella                                                                                  | [ 2 ] [ 25 ]        |
| 2000 | 4.º Lugar | Grupo C (quarta divisão)                                                                                              | "Mata Atlântica – SOS nos 500 do Brasil" (Samba-enredo composto por Nelci, Jero e Helinho 107) | Comissão de Carnaval                                                                                                  | [ 2 ] [ 25 ]        |
| 2001 | 10.º Lugar | Grupo B (terceira divisão)                                                                                            | "Uarará, o fruto da vida" (Samba-enredo composto por Luisinho Oliveira, Márcio Alexandre e Henrique Guerra)                                                                                            | Comissão de Carnaval                                                                                                  | [ 2 ] [ 41 ]        |
| 2002 | 5.º Lugar | Grupo B (terceira divisão)                                                                                            | "Nem tudo que reluz é ouro" (Samba-enredo composto por Rafael, Humberto, Robinho, Maggaiver, Aloysio Madrugada, Luisinho Oliveira, Henrique Guerra, Márcio Alexandre e Wagui)                          | Paulo Barros | [ 2 ] [ 42 ]        |
| 2003 | 7.º Lugar | Grupo B (terceira divisão)                                                                                            | "Todo mundo tem família – A história é a mesma, só muda o endereço" (Samba-enredo composto por Helinho 107, Alexandre Português, Sérgio Aguiar, Cacá Santos e Betinho do Cavaco)                       | Lilian Rabello | [ 2 ] [ 43 ]        |
| 2004 | Campeã | Grupo B (terceira divisão)                                                                                            | "A Bela Adormecida" (Samba-enredo composto por Helinho, Tito, Ivanísia, Si e Newton Moreno) | Flávio Policarpo | [ 2 ] [ 9 ] [ 44 ]  |
| 2005 | 7.º Lugar | Grupo A (segunda divisão)                                                                                             | "2222 Gil, o expresso da cultura no Brasil" (Samba-enredo composto por Lula, Dr Magson, Clóvis e Humberto)                                                                                             | Flávio Policarpo e Antônio Sérgio                                                                                     | [ 2 ] [ 45 ]        |
| 2006 | 9.º Lugar (Rebaixada)                                                                                                 | Grupo A (segunda divisão)                                                                                             | "Adorável loucura na cidade do encantamento" (Samba-enredo composto por Neném Filho, Leo Torres, Klaus Munan e Ivan Zevete)                                                                            | Severo Luzardo | [ 2 ] [ 10 ] [ 46 ] |
| 2007 | 5.º Lugar | Grupo B (terceira divisão)                                                                                            | "Oduduya – a volta ao tempo da criação" (Samba-enredo composto por Sérgio Aguiar, Menor, JR e Léo Torres)                                                                                              | Jorge Caribé | [ 2 ] [ 47 ]        |
| 2008 | 13.º Lugar (Rebaixada)                                                                                                | Grupo B (terceira divisão)                                                                                            | "Vizinha Faladeira no Brasil das maravilhas" (Samba-enredo composto por Diego Ferreira, Vinicius Ferreira, Thiago Lepletier, Renato Buarque, Vlad Nascimento, Freddy Ferreira e Ricardinho Delezcluze) | Laerte Gulini | [ 2 ] [ 48 ]        |
| 2009 | 6.º Lugar | Grupo RJ-2 (quarta divisão)                                                                                           | "A luz da vida jamais se extinguirá" (Samba-enredo composto por Thiago Lepletier, Cadu, Vinicius Ferreira, Igor Sorriso e Freddy Ferreira)                                                             | Walter Guimarães | [ 2 ] [ 49 ]        |
| 2010 | 5.º Lugar | Grupo RJ-2 (quarta divisão)                                                                                           | "Uma viagem fantástica viagem no mundo do pirlimpimpim" (Samba-enredo composto por Thiago Lepletier, Freddy Ferreira, Renato Buarque, Dida Ferreira e Palmieri)                                        | Orlando Júnior | [ 2 ] [ 28 ]        |
| 2011 | 16.º Lugar (Rebaixada)                                                                                                | Grupo C (quarta divisão)                                                                                              | "Vizinha Faladeira dá as cartas" (Samba-enredo composto por Orlando Professor, Luiz Fernando, Miguelzinho Beserra, Pakato do Cavaco e Rodolfo Caruso)                                                  | Jorge Castro | [ 2 ] [ 29 ]        |
| 2012 | 12.º Lugar | Grupo D (quinta divisão)                                                                                              | "A essência da vida... O progresso social sob a liberdade e igualdade" (Samba-enredo composto por Pedro Miranda, Zé Mário, Serginho, Sidney Sá, Leandro Santos e Madalena)                             | Newton Ribeiro e Carlos Cavalliere                                                                                    | [ 2 ] [ 30 ]        |
| 2013 | 10.º Lugar | Grupo D (quinta divisão)                                                                                              | "O Brasil está em festa. A visão da pioneira!" (Samba-enredo composto por Mestre Jorginho, Maninho, Paulo Roberto, Patrícia, Bruno Caeiros e André Lúcio)                                              | Newton Ribeiro e Carlos Cavalliere                                                                                    | [ 2 ] [ 50 ]        |
| 2014 | A escola não desfilou                                                                                                 | A escola não desfilou                                                                                                 | A escola não desfilou | A escola não desfilou                                                                                                 |                     |
| 2015 | Campeã | Série D (quinta divisão)                                                                                              | "Aqui onde nada tinha, quem a esse porto vinha, dava de cara com a Vizinha! Agora no novo porto" (Samba-enredo composto por China, Claudinho Raiz, Niquinho, Paulo Velho e Luiz Sapatinho)             | Jean Rodrigues | [ 51 ]              |
| 2016 | Campeã | Série C (quarta divisão)                                                                                              | "Assim caminha a humanidade" (Samba-enredo composto por Orlando Professor, Luiz Fernando, Miguelzinho Beserra, Rodolfo Caruso e Jorge Remédio)                                                         | Jean Rodrigues | [ 52 ] [ 53 ]       |
| 2017 | 7.º Lugar | Série B (terceira divisão)                                                                                            | "A última do português a que nem Camões contaria..." (Samba-enredo composto por Junior Nascimento, Betinho do Cavaco, Leandro RC, j. do Táxi, Gui Cruz e Flavinho)                                     | Jean Rodrigues |                     |
| 2018 | 4.º Lugar | Série B (terceira divisão)                                                                                            | "O Marquês numa viagem pioneira, vê nascer um rei na Vizinha Faladeira – Paulo Barros, o DNA do carnaval"                                                                                              | Jean Rodrigues | [ 54 ]              |
| 2019 | 11.º Lugar | Série B (terceira divisão)                                                                                            | De Catulo à Lampião, Bem-Vindos à Terra do Cão | Jean Rodrigues | [ 55 ]              |
| 2020 | 5.º lugar | LIVRES (terceira divisão alternativa)                                                                                 | Aqui ou Acolá, Este é o Meu Lugar | Guto Carrilho | [ 21 ] [ 56 ]       |
| Inicialmente adiados para o mês de julho, os desfiles do Carnaval 2021 foram cancelados devido a pandemia de Covid-19 | Inicialmente adiados para o mês de julho, os desfiles do Carnaval 2021 foram cancelados devido a pandemia de Covid-19 | Inicialmente adiados para o mês de julho, os desfiles do Carnaval 2021 foram cancelados devido a pandemia de Covid-19 | Inicialmente adiados para o mês de julho, os desfiles do Carnaval 2021 foram cancelados devido a pandemia de Covid-19                                                                                  | Inicialmente adiados para o mês de julho, os desfiles do Carnaval 2021 foram cancelados devido a pandemia de Covid-19 | [ 57 ]              |
| 2022 | Vice-campeã | LIVRES (Grupo B) | A Fórmula da Água Compositores: Osmar Nunes, Orlando Professor, Luiz Fernando, Miguelzinho Beserra, Rodolfo Caruso, Rodrigo Carvalho                                                                   | Jean Rodrigues | [ 58 ]              |
| 2023 | Campeã | LIVRES (Grupo B) | Um Passeio na Pequena África - A Herança do meu Rio de Janeiro | André Tabuquine | [ 59 ]              |
| 2024 | 10.º Lugar | Série Prata (Terça-feira) (Terceira Divisão)                                                                          | Cais da Resistência Compositores: Osmar Nunes, Orlando Professor, Luiz Fernando, Miguelzinho Beserra, Rodolfo Caruso, Rodrigo Carvalho                                                                 | André Tabuquine | [ 60 ]              |
| 2025 | 20.º Lugar | Série Prata (Terceira Divisão)                                                                                        | Carnaval para Gringo Ver Compositores: Helinho 107, Samir Trindade, Edu Cuíca, Henrique, JP Figueira e João Lucas da Marquês                                                                           | Marcus Ferreira | [ 61 ] [ 62 ]       |
| 2026 | | Série Prata(Terceira Divisão)                                                                                         | A voz que vem do mar é ancestral | Leandro Mourão e Vitor Mourão                                                                                         |                     |

## Títulos
| Divisão                               | Divisão        | Títulos | Carnavais   |
| link=Ficheiro:WikiCup Trophy Gold.png | Grupo Especial | 1       | 1937        |
| link=Ficheiro:Trophy(transp).png      | Série B        | 1       | 2004        |
| link=Ficheiro:Trophy(transp).png      | Série C        | 2       | 1992 e 2016 |
| link=Ficheiro:Trophy(transp).png      | Série D        | 2       | 1990 e 2015 |

- Commons

## Premiações
Prêmios recebidos pela ARES Vizinha Faladeira.
| Ano  | Prêmio               | Categoria / premiados | Divisão    | Ref.   |
| ---- | -------------------- | --- | ---------- | ------ |
| 1999 | S@mba-Net            | Bateria (Diretor responsável: Mestre Esteves) | Grupo B    | [ 63 ] |
| 2002 | S@mba-Net            | Conjunto de fantasias | Grupo B    | [ 64 ] |
| 2002 | S@mba-Net            | Revelação (Tulane – Princesa mirim da escola) | Grupo B    | [ 64 ] |
| 2004 | S@mba-Net            | Melhor desfile | Grupo B    | [ 65 ] |
| 2004 | S@mba-Net            | Bateria (Diretor responsável: Mestre Jorginho) | Grupo B    | [ 65 ] |
| 2004 | S@mba-Net            | Comissão de frente (Coreógrafo responsável: Alexandre Henrique) | Grupo B    | [ 65 ] |
| 2004 | S@mba-Net            | Conjunto alegórico | Grupo B    | [ 65 ] |
| 2004 | Troféu Jorge Lafond  | Enredo ("A Bela Adormecida") | Grupo B    | [ 66 ] |
| 2004 | Troféu Jorge Lafond  | Comissão de frente (Coreógrafo responsável: Alexandre Henrique) | Grupo B    | [ 66 ] |
| 2004 | Troféu Jorge Lafond  | Alegoria | Grupo B    | [ 66 ] |
| 2004 | Troféu Jorge Lafond  | Personalidade (Waldir Paim) | Grupo B    | [ 66 ] |
| 2004 | Troféu Jorge Lafond  | Personalidade (Damásio Dezidério) | Grupo B    | [ 66 ] |
| 2005 | Troféu Jorge Lafond  | Bateria (Diretor responsável: Mestre Jorginho) | Grupo A    | [ 67 ] |
| 2006 | S@mba-Net            | Bateria (Diretor responsável: Mestre Jorginho) | Grupo A    | [ 68 ] |
| 2007 | S@mba-Net            | Bateria (Diretor responsável: Mestre Lolo) | Grupo B    | [ 69 ] |
| 2007 | Troféu Parangolé     | Jorge Caribé (Pela ousadia no uso de palhetas monocromáticas, inventividade no uso de materiais, funcionalidade leveza e visualidade das esculturas da comissão de frente) | Grupo B    | [ 70 ] |
| 2009 | Troféu Jorge Lafond  | Samba-enredo ("A luz da vida jamais se extinguirá" – Compositores: Thiago Lepletier, Cadu, Vinicius Ferreira, Igor Sorriso e Freddy Ferreira)                              | Grupo RJ-2 | [ 71 ] |
| 2009 | Troféu Jorge Lafond  | Ala mirim | Grupo RJ-2 | [ 71 ] |
| 2013 | OSK do Samba         | Bateria | Grupo D    | [ 72 ] |
| 2013 | OSK do Samba         | Comissão de Frente | Grupo D    | [ 72 ] |
| 2013 | Samba na Veia        | Samba-enredo | Grupo D    | [ 73 ] |
| 2013 | Samba na Veia        | Bateria | Grupo D    | [ 73 ] |
| 2013 | Samba na Veia        | Rainha de bateria | Grupo D    | [ 73 ] |
| 2015 | OSK do Samba         | Bateria | Grupo D    | [ 74 ] |
| 2015 | OSK do Samba         | Samba-enredo | Grupo D    | [ 74 ] |
| 2015 | OSK do Samba         | Intérprete | Grupo D    | [ 74 ] |
| 2015 | OSK do Samba         | Mestre-sala e Porta-bandeira | Grupo D    | [ 74 ] |
| 2015 | OSK do Samba         | Enredo | Grupo D    | [ 74 ] |
| 2015 | Samba na Veia        | Samba-enredo | Grupo D    | [ 75 ] |
| 2015 | Samba na Veia        | Enredo | Grupo D    | [ 75 ] |
| 2015 | Troféu Jorge Lafond  | Campeã do Grupo D | Grupo D    | [ 76 ] |
| 2015 | Plumas & Paetês      | Compositores (Claudinho Raiz, China, Niquinho, Paulo Velho e Luiz Sapatinho)                                                                                               | Grupo D    | [ 77 ] |
| 2015 | Plumas & Paetês      | Pesquisador (Jean Rodrigues) | Grupo D    | [ 77 ] |
| 2016 | OSK do Samba         | Enredo | Série C    | [ 78 ] |
| 2016 | OSK do Samba         | Velha Guarda | Série C    | [ 78 ] |
| 2016 | OSK do Samba         | Escola | Série C    | [ 78 ] |
| 2016 | Plumas & Paetês      | Carnavalesco (Jean Rodrigues) | Série C    | [ 79 ] |
| 2018 | Passista Samba no Pé | Ala de passistas | Série B    | [ 80 ] |